# Matthew Saad Muhammad
Matthew Saad Muhammad (* 5. August 1954 in Philadelphia, Pennsylvania; † 25. Mai 2014 in Chestnut Hill, Pennsylvania; gebürtig: Maxwell Antonio Loach) war ein US-amerikanischer Boxer.

## Leben
Saad Muhammads Mutter starb, als er fünf Jahre alt war; sein älterer Bruder und er wurden daraufhin von einer Tante aufgenommen. Als diese sich die Versorgung nicht mehr leisten konnte und seinem Bruder auftrug, ihn loszuwerden, setzte dieser ihn in Philadelphia am Benjamin Franklin Park aus. Später erinnerte er sich, dass er versuchte, hinter seinem Bruder herzulaufen, aber zu langsam war. Er wurde von Nonnen des Catholic Social Services aufgenommen; diese benannten ihn nach dem Park und dem Heiligen Matthew Franklin. Er lebte eine Zeit bei Pflegeeltern, bis er schließlich von einem Ehepaar aus Philadelphia adoptiert wurde.

## Profi
1974 wurde er Profi. 1976 besiegte er in Italien den ungeschlagenen Olympiasieger und späteren Weltmeister Mate Parlov und boxte den Rückkampf unentschieden; den ebenfalls ungeschlagenen Marvin Camel besiegte er im ersten Duell, verlor dann das zweite. Gegen Eddie Mustafa Muhammad unterlag er 1977 nach Punkten. Den gefürchtet schlagstarken Rechtsausleger Marvin Johnson, auch er ungeschlagen, konnte er im selben Jahr vorzeitig besiegen. Wenig später konvertierte er zum Islam und nannte sich seitdem Matthew Saad Muhammad. 1978 wurde er Nordamerikameister gegen den ebenfalls bekannt zähen Yaqui Lopez.
Am 22. April 1979 konnte er Marvin Johnson in dessen Heimatstadt abermals KO schlagen und gewann damit den WBC-Titel im Halbschwergewicht. In seinen ersten Titelverteidigungen besiegte er den angesehenen Briten John Conteh 1979 und 1980 einmal umstritten nach Punkten und einmal durch KO. Im Juli 1980 kam es im Rückkampf gegen Lopez zum berühmtesten Kampf seiner Karriere, als er mehrfach am Rand einer KO-Niederlage stand, aber zurückkam und Lopez noch durch technischen KO in der vierzehnten Runde besiegte. Wegen solcher Kämpfe galt er als einer der beharrlichsten Boxer aller Zeiten mit legendärem Kämpferherz. Im selben Jahr schlug er auch noch den unbesiegten Sauerland-Schützling Lottie Mwale KO.
Am 19. Dezember 1981 verlor er seinen Titel durch KO an den hart schlagenden Dwight Qawi, der damals noch Braxton hieß, und wurde auch im Rückkampf 1982 vorzeitig besiegt. Seitdem ging es mit Muhammad rapide bergab. 1984 beendete er seine Karriere, musste aber aus Geldnöten ein nicht zuletzt wegen Augenproblemen völlig missglücktes Comeback machen und ging 1986 bis 1992 oft gegen Gegner KO, so z. B. auch gegen Markus Bott.
1998 fand Saad Muhammad Aufnahme in die International Boxing Hall of Fame.
Er starb an amyotropher Lateralsklerose.